# Strider
Pour les articles homonymes, voir Strider (homonymie).
Strider est une série de jeux vidéo de type jeu de plates-formes développée et éditée par Capcom sur borne d'arcade, sur de nombreux ordinateurs personnels et consoles. Le premier jeu de la série, Strider sort sur borne d'arcade équipée du système CPS-1 en mars 1989. Le jeu est adapté sur console de jeux vidéo, console portable et ordinateur personnel. Il est basé sur le manga Strider Hiryu créé par Moto Kikaku. La série connait plusieurs épisodes.

## Liste de jeux
| 1989 | Strider       |
| 1989 | Strider (NES) |
| 1990 | Strider II    |
| 1991 |               |
| 1992 |               |
| 1993 |               |
| 1994 |               |
| 1995 |               |
| 1996 |               |
| 1997 |               |
| 1998 |               |
| 1999 | Strider 2     |
| 2000 |               |
| 2001 |               |
| 2002 |               |
| 2003 |               |
| 2004 |               |
| 2005 |               |
| 2006 |               |
| 2007 |               |
| 2008 |               |
| 2009 |               |
| 2010 |               |
| 2011 |               |
| 2012 |               |
| 2013 |               |
| 2014 | Strider       |

### Strider(mars 1989)
Strider est un jeu de plates-formes développé et édité par Capcom sur borne d'arcade équipée du système CPS-1 en mars 1989. Le jeu est adapté sur console de jeux vidéo, console portable et ordinateur personnel. Il est basé sur le manga Strider Hiryu créé par Moto Kikaku et c'est le premier jeu de la série Strider.

### Strider(juillet 1989)
Strider est un jeu de plates-formes développé et édité par Capcom en juillet 1989 sur  NES.

### StriderII
Strider II est un jeu de plates-formes développé par Tiertex et édité par U.S. Gold en 1990 sur Amiga, Amstrad CPC, Atari ST, Commodore 64, Game Gear, Master System, Mega Drive et ZX Spectrum.

### Strider 2
Strider 2 est un jeu de plates-formes développé par Capcom en 1999 sur borne d'arcade équipée du système ZN-2, et sur PlayStation,.

### Strider
Strider est un jeu de plates-formes et de hack 'n' slash développé par Double Helix Games et Capcom Osaka Studio en 2014 sur PC (Windows), PlayStation 3, PlayStation 4, Xbox 360 et Xbox One,,.

## Système de jeu
Strider  propose un gameplay de type jeu de plates-formes.